# Loft (Köln)

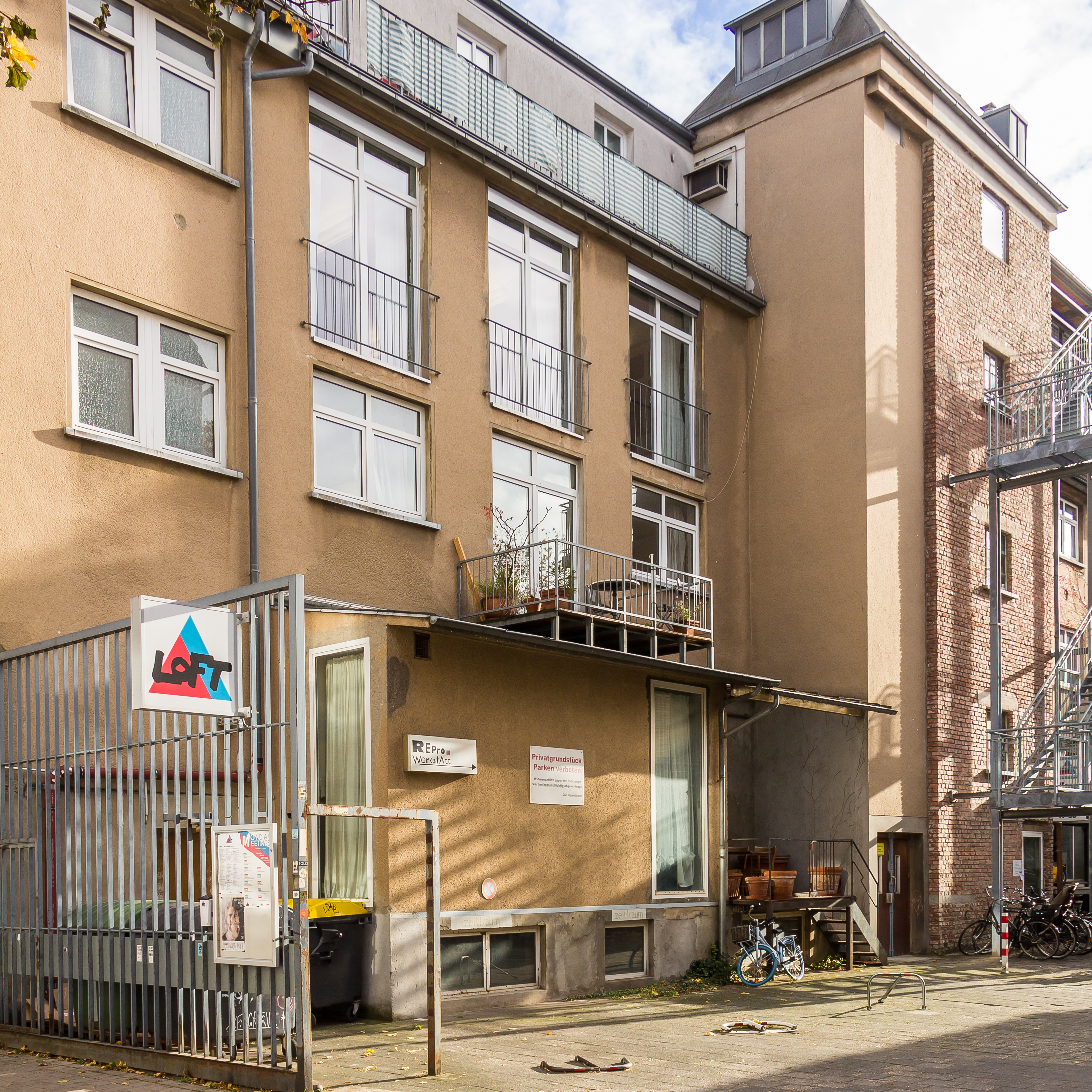
Loft, Wißmannstraße 30, Köln-Ehrenfeld (2018)

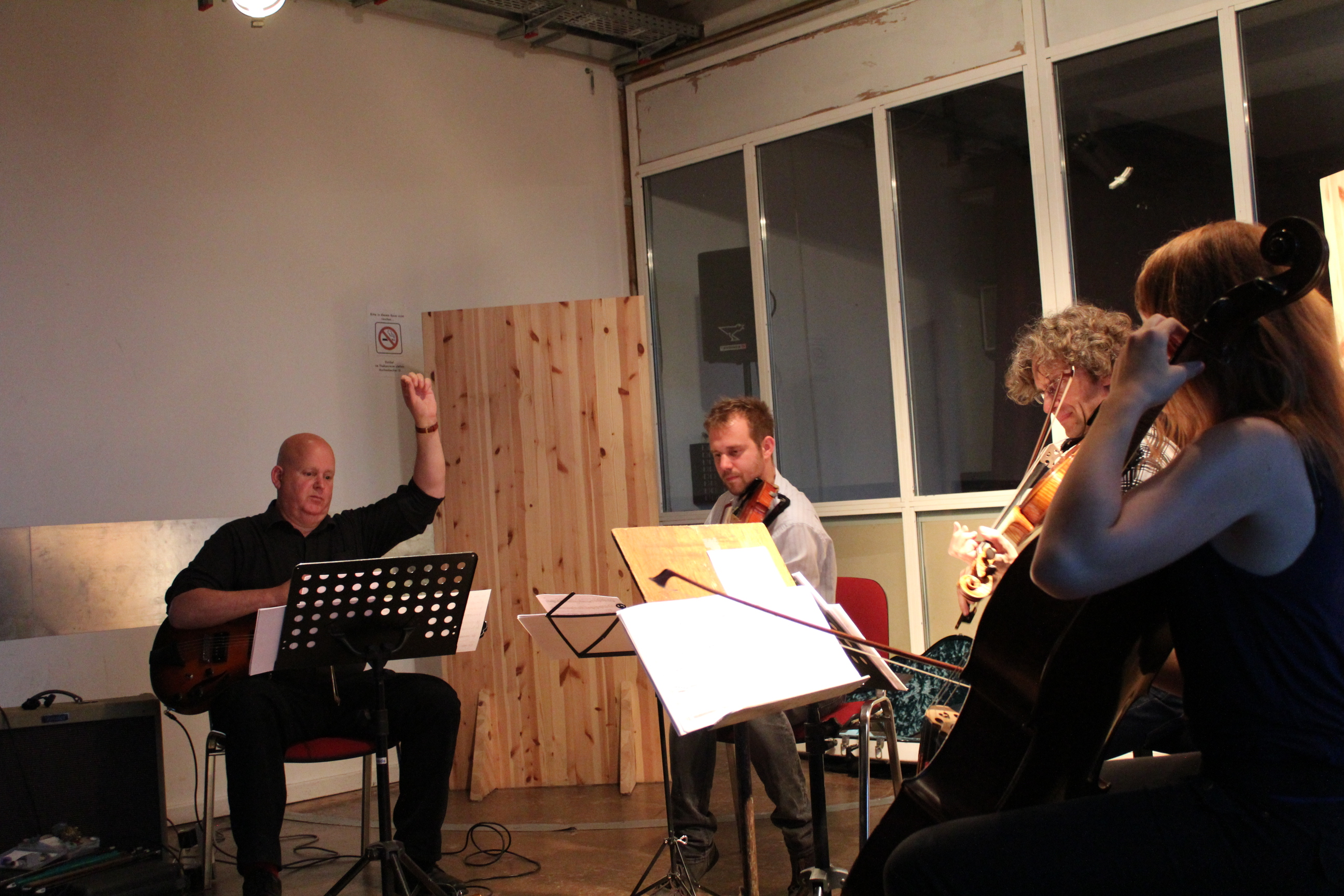
Das Scott Fields String Feartet mit Axel Lindner (Violine), Vincent Royer (Viola), Elisabeth Fügemann (Cello) bei einem Konzert im Loft Juli 2012

Das Loft ist ein Aufführungsort für Jazz, improvisierte und zeitgenössische komponierte Musik in Köln-Ehrenfeld. Konzertsaal und angeschlossenes Tonstudio befinden sich im dritten Stock einer ehemaligen Parfümfabrik.
1986 gründete Hans-Martin Müller, Flötist und damaliger Dozent der Musikhochschule Köln, das Loft in einem Hinterhof-Fabrikraum in der Nähe der Kölner Musikhochschule. 1987 zog er mit dem Loft nach Köln-Ehrenfeld um; seit September 1989 finden nach einem weiteren Umzug regelmäßig Konzerte (und zunächst auch Ausstellungen) in der Wissmannstraße 30 statt.
Von Anfang an war das Loft auch ein Ort für die zeitgenössische komponierte Musik – so gab es Konzerte mit dem gesamten Klavierwerk von Karlheinz Stockhausen (1997) und von Mauricio Kagel, Portraitkonzerte (etwa von Frederic Rzewski), Kammermusikkonzerte und „Werkstätten“ der lange im selben Haus befindlichen Kölner Gesellschaft für Neue Musik. 2021 erhielt das Loft einen Deutschen Jazzpreis als „Club des Jahres“ und 2023 als „Spielstätte des Jahres“.
Das Loft zeichnet sich durch eine sehr gute Akustik aus, die Musiker häufig beflügelt. Es ist zudem eine Spielstätte, in die das Publikum wegen der Musik kommt, „den kreativen Prozess hautnah miterleben kann“ und aufmerksam zuhört. Aus Sicht der Musiker „bietet es den Raum, den akustische Musik und Improvisation brauchen.“
Als Veranstaltungsort für Creative Jazz und improvisierte Musik hat das Loft eine nationale Ausstrahlung gewonnen und wurde auch im Rahmen der MusikTriennale Köln genutzt; das SWR New Jazz Meeting 2012 wurde unter Leitung von Carl Ludwig Hübsch u. a. im Loft ausgerichtet. The Guardian listete das Loft 2016 in eine Liste der 10 besten Jazz-Clubs in Europa auf.
Das angeschlossene Tonstudio nutzt den Konzertraum als Aufnahmeort. Dadurch ergibt sich die Möglichkeit für Konzertaufnahmen in Studioqualität, die auch der Deutschlandfunk und der WDR für Live-Mitschnitte genutzt hat. Im Kölner Loft sind zudem zahlreiche Alben von Musikern wie Urs Leimgruber, Misha Mengelberg, Perry Robinson, Simon Nabatov (Sneak Preview 1999 und Spinning Songs of Herbie Nichols 2007), Lauren Newton, Hans Lüdemann, Frank Gratkowski (Tender Mercies, 2023), Angelika Niescier, Joe Maneri, Stephan Mattner, Pascal Niggenkemper, Irene Schweizer oder dem German Clarinet Duo entstanden. Weiterhin nahmen dort in den 2010er-Jahren auch Andreas Schaerer/Lucas Niggli (Arcanun), Martin Blume (Frames & Terrain), Jacob Anderskov (Mysteries: Kinetics Live In Köln) und Janning Trumann/Fabian Willmann (Trillmann Live) auf.